# Siphoninus
Siphoninus is een geslacht van halfvleugeligen (Hemiptera) uit de familie witte vliegen (Aleyrodidae), onderfamilie Aleyrodinae.
De wetenschappelijke naam van dit geslacht is voor het eerst geldig gepubliceerd door Silvestri in 1915. De typesoort is Siphoninus finitimus.

## Soorten
Siphoninus omvat de volgende soorten:
- Siphoninus gruveli Cohic, 1968
- Siphoninus immaculatus (Heeger, 1856)
- Siphoninus phillyreae (Haliday, 1835)